# 李崧祥
李崧祥（1484年—1558年），字时望，号密岩，晚號恭川，南直隶池州府貴池縣人，民籍。明朝政治人物。

## 生平
生于成化二十年甲辰六月二十五日。正德八年（1513年）癸酉科應天府乡试舉人，九年（1514年）联捷甲戌科二甲第四名進士，授户部主事，累遷山东按察司佥事，嘉靖九年（1530年）十二月升山西按察司副使、备兵潞安，十三年三月升河南布政司右参政，赴任時，适逢上党青羊山贼作乱，撫按官员以崧祥有剿灭贼人的才能，特意将他留任，总领四道兵马，入山剿贼，剿平後設置平顺县，用以扼止山之要害。升浙江按察使，十五年闰十二月升江西右布政使，十六年七月升本司左布政使，调四川左布政使，进京入觐，劝谏停止采木之徭役，因忤执政者，致仕归乡。卒于嘉靖三十七年戊午十一月二十二日。著有《源头李氏文献存稿》、《恭川集》。

## 家族
兄李嘉祥，弘治丙辰进士。